# Robert Gutowski
Robert « Bob » Gutowski (né le 25 avril 1935 à San Pedro - mort le 3 août 1960 à Camp Pendleton) est un athlète américain spécialiste du saut à la perche.

## Biographie
Étudiant à l'Occidental collège de Los Angeles, Bob Gutowski remporte les Championnats NCAA de 1956 en terminant à égalité avec son compatriote Jim Graham (4,47 m). Sélectionné pour les Jeux olympiques de Melbourne grâce au forfait de Graham, il y remporte la médaille d'argent avec 4,53 m, échouant à trois centimètres seulement de son compatriote Bob Richards. Le 27 avril 1957 à Palo Alto, l'Américain établit un nouveau record du monde du saut à la perche avec 4,78 m, améliorant d'un centimètre la meilleure marque mondiale détenue depuis près de quinze années par Cornelius Warmerdam. Deux mois plus tard, à Austin, il remporte son second titre de consécutif de champion NCAA en effaçant la hauteur de 4,82 m. Ce nouveau record du monde n'a cependant jamais été homologué par l'IAAF, la perche ayant été rattrapée par un officiel alors qu'elle basculait vers la barre.
Servant dans le corps des Marines des États-Unis avec le grade de lieutenant à partir de 1959, il ne termine que septième des sélections américaines pour les Jeux olympiques de 1960. Le 3 août, Bob Gutowski décède dans un accident de voiture au Camp Pendleton à l'âge de vingt-cinq ans.

## Palmarès
| Date | Compétition     | Lieu      | Place |
| ---- | --------------- | --------- | ----- |
| 1956 | Jeux olympiques | Melbourne | 2e    |